# Luis Monti
Luis Felipe Monti (15 tháng 5 năm 1901 – 9 tháng 9 năm 1983) là một cầu thủ bóng đá mang hai quốc tịch Ý và Argentina chơi ở vị trí tiền vệ. Monti được ghi nhận là cầu thủ duy nhất trong lịch sử thi đấu hai trận chung kết FIFA World Cup trong màu áo hai đội tuyển khác nhau. Ông chơi trận đầu tiên cho đội tuyển quê hương Argentina năm 1930, nhận thất bại trước Uruguay; và trận thứ hai cho đội tuyển Ý với tư cách là cầu thủ nhập tịch vào năm 1934. Ở lần thứ hai này thì đội bóng của Monti đã giành chiến thắng với tỷ số 2–1 trước Tiệp Khắc
Monti là một cầu thủ gai góc và thô bạo, nhưng có kỹ thuật với những cú tắc bóng mạnh mẽ. Ông chơi ở vị trí centre half trong hệ thống Metodo kiểu cũ: tương đương với vị trí tiền vệ đánh chặn ngày nay. Ông đóng vai trò đánh chặn tiền đạo đối phương khi đội bóng trong thế phòng ngự, nhưng sẽ trở thành cầu thủ kiến tạo chính khi đội bóng chuyển sang tấn công. Ông được đặt biệt danh doble ancho (độ rộng nhân đôi) bởi phạm vi hoạt động của ông ở trên sân.

## Sự nghiệp

### Argentina
Monti bắt đầu sự nghiệp năm 1921 với câu lạc bộ Huracán và giành được danh hiệu đầu tiên trong sự nghiệp. Một năm sau đó ông gia nhập Boca Juniors nhưng đã ra đi mà không được chơi bất kỳ một trận đấu nào. Ông gia nhập San Lorenzo, tại đây ông giành thêm ba chức vô địch Argentina. Giai đoạn này tại Argentina, giải vô địch bóng đá vẫn còn ở dạng nghiệp dư.
Monti lần đầu tiên được gọi vào đội tuyển Argentina năm 1924. Ông cùng đội bóng giành được chức vô địch Giải vô địch bóng đá Nam Mỹ 1927 và huy chương bạc tại Thế vận hội Mùa hè 1928. Với Monti là cầu thủ chủ chốt, Argentina giành quyền vào chơi trận chung kết World Cup năm 1930, Sau khi đánh bại Pháp, Mexico, Chile, và Mỹ. Monti ghi được hai bàn thắng, và làm chấn thương hàng loạt cầu thủ bằng những cú tắc bóng của ông. Nhưng dưới sức ép khủng khiếp của các cổ động viên đội chủ nhà Uruguay, thậm chí là đe dọa đến tính mạng, ông đã thi đấu khá trầm lặng trong thất bại 4-2 trước Uruguay ở trận chung kết.

### Ý
Năm 1931 Monti gia nhập câu lạc bộ của Ý, Juventus và trở thành công dân Ý. Ông trở nên thừa cân và không có thể lực tốt, điều này khiến ông phải có chương trình tập luyện riêng biệt trong vòng một tháng. Monti sau đó đã trở lại đỉnh cao và giúp Juventus giành được bốn danh hiệu Serie A liên tiếp (từ 1932 đến 1935). Monti đã chơi 225 trận và ghi 19 bàn thắng tại Ý.
Trong vòng một năm ông đã được gọi vào đội tuyển Ý như một lính đánh thuê. Đội chủ nhà Ý đã giành quyền vào chơi trận chung kết World Cup 1934 và đánh bại Tiệp Khắc với tỷ số 2–1.

### Trận chiến của Highbury
Trận chiến của Highbury là trận đấu được tổ chức giữa tuyển Ý và tuyển Anh vào ngày 14 tháng 11 năm 1934 tại Highbury, sân nhà của Arsenal. Monti chơi ở vị trí centre half cho tuyển Ý, nhưng ngay ở phút thứ hai ông đã bị nứt xương bàn chân sau pha va chạm với trung phong của đội tuyển Anh, Ted Drake. Trong thế chỉ còn 10 người trên sân (trước đây trong bóng đá vẫn chưa có luật thay thế cầu thủ), Ý đã phải nhận thất bại với tỷ số 2–3. Sau đó Monti chỉ chơi thêm hai trận cho tuyển Ý.
Tổng cộng Monti đã chơi 16 trận (5 bàn thắng) cho Argentina từ năm 1924 đến năm 1931, và 18 trận (1 bàn thắng) cho tuyển Ý từ năm 1932 đến năm 1936.

## Sau khi giải nghệ
Monti trở thành huấn luyện viên sau khi giải nghệ và mất năm 1983 lúc 82 tuổi.

## Bàn thắng cho đội tuyển quốc gia
| #  | Ngày                | Địa điểm                                           | Đối thủ  | Bàn thắng | Tỷ số | Giải đấu                |
| -- | ------------------- | -------------------------------------------------- | -------- | --------- | ----- | ----------------------- |
| 1. | 31 tháng 8 năm 1924 | Estadio Centenario, Montevideo, Uruguay            | Uruguay  | 3–0       | 3–2   | Giao hữu                |
| 2. | 13 tháng 6 năm 1928 | Olympic Stadium, Amsterdam, Hà Lan                 | Uruguay  | 1–1       | 1–2   | Thế vận hội Mùa hè 1928 |
| 3. | 15 tháng 7 năm 1930 | Estadio Centenario, Montevideo, Uruguay            | Pháp     | 1–0       | 1–0   | World Cup 1930          |
| 4. | 26 tháng 7 năm 1930 | Estadio Centenario, Montevideo, Uruguay            | Hoa Kỳ   | 1–0       | 6–1   | World Cup 1930          |
| 5. | 4 tháng 7 năm 1931  | Estadio Sportivo Barracas, Buenos Aires, Argentina | Paraguay | 1–1       | 1–1   | Copa Rosa Cheva         |

## Danh hiệu
- Huracán
  - Argentine Primera División (1): 1921
- San Lorenzo
  - Argentine Primera División (3): 1923, 1924, 1927
- Juventus
  - Serie A (4): 1931–32, 1932–33, 1933–34, 1934–35
  - Coppa Italia (1): 1937–38
- Đội tuyển Argentina
  - South American Championship (1): 1927
  - Huy chương bạc tại Thế vận hội Mùa hè 1928
- Đội tuyển Ý
  - FIFA World Cup (1): 1934